# Футбольний матч Шотландія — Англія (1872)

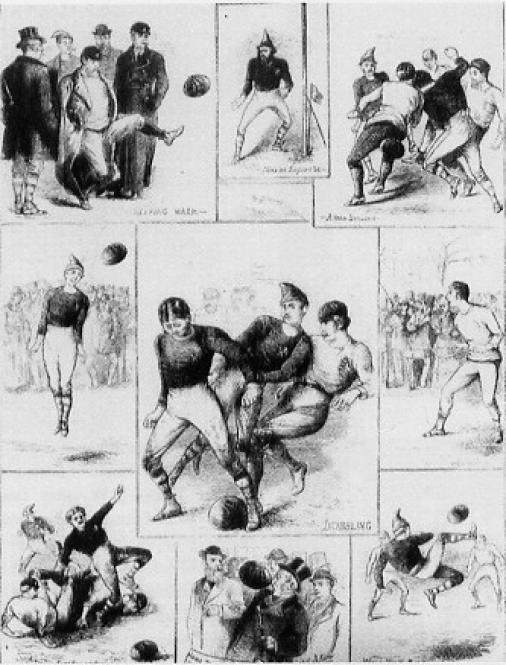
Ілюстрації матчу.

Футбольний матч Шотландія — Англія, що відбувся 30 листопада 1872 року в Шотландії на майданчику «Гамільтон Кресент» у Глазго, був першим офіційним міжнародним матчем в історії футболу. Матч, який подивилися 4 000 людей, завершився внічию 0:0.

## Передісторія
Між 1870 і 1872 роками було проведено п'ять неофіційних зустрічей між Англією та Шотландією:
| Дата                   | стадіон                | Англія — Шотландія |
| ---------------------- | ---------------------- | ------------------ |
| 5 березня 1870 року    | Кенінгтон Овал, Лондон | 1:1                |
| 19 листопада 1870 року | Кенінгтон Овал, Лондон | 1:0                |
| 25 лютого 1871 року    | Кенінгтон Овал, Лондон | 1:1                |
| 17 листопада 1871 року | Кенінгтон Овал, Лондон | 2:1                |
| 24 лютого 1872 року    | Кенінгтон Овал, Лондон | 1:0                |

Гравці, які представляли Шотландію в цих матчах, були переважно з району Лондона, хоча також були запрошені гравці з самої Шотландії. Єдиним гравцем шотландського клубу був Роберт Сміт з «Квінз Парк» із Глазго, який зіграв у трьох із п'яти ігор.

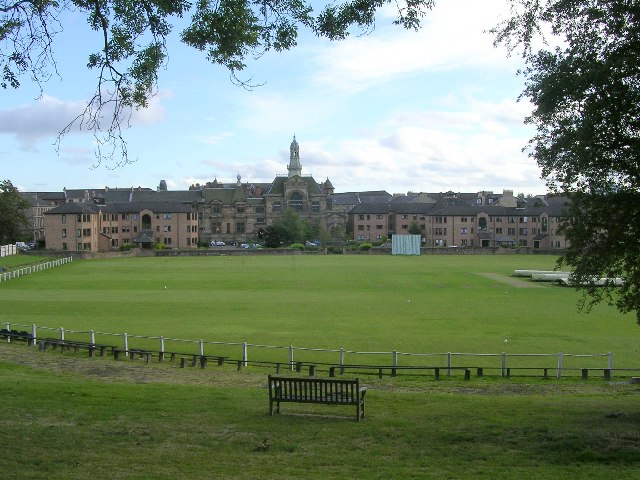
Поле «Гамільтон Кресент» в Глазго, на якому відбувся матч

Футболіст Чарльз Вільям Олкок був обурений тим, що в матчах грали майже всі шотландці, які проживають в Англії, тому запропонував зіграти ще одну гру. Шотландський клуб «Квінз Парк» прийняв виклик виклик, хоча Шотландської футбольної асоціації ще не існувало, яка могла б санкціонувати матч від шотландців. Зустріч була запланована на День святого Андрія, покровителя Шотландії.

## Хід зустрічі
Усі одинадцять гравців збірної Шотландії представляли «Квінз Парк», головний шотландський клуб на той час. Гравці збірної Англії були зібрані з дев'яти різних клубів. Матч мав розпочатися о 14:00, але через туман був перенесений на двадцять хвилин. Глядачі платили один шилінг за вхід. Шотландські гравці носили темно-сині футболки з шотландським левом, білі шорти та червоні гострокінцеві кепки на головах, а англійські гравці носили білі футболки з гербом Англії, білі довгі шорти та темно-сині кепки.
За три дні до гри йшов дощ, тому грі заважала брудна трава. Під час матчу гравці намагалися наблизитися до воріт суперника переважно дриблінгом. У першому таймі шотландці краще виступали на полі, але в другому таймі англійці збільшили кількість атак. Шотландці забили один гол, але судді визнали, що м'яч торкнувся стрічки, яка замінювала поперечину, і гол був відхилений. Шотландці грали з двома повністю відведеними захисниками, двома центральними захисниками та шістьма форвардами. Англійці ж мали лише одного гравця в захисті, одного в центральній обороні та восьми нападників. Англійська система була адаптована для виконання швидких офсайдних пасток. Шотландці, наблизилися до перемоги в матчі, коли Роберт Лекі пробив м'яч прямо в стрічку, втім матч так і завершився нульовою нічиєю.

## Деталі
| 30 листопада 1872 14:15 |

| Шотландія | 0–0      | Англія |
| --------- | -------- | ------ |
|           | Протокол |        |

| «Гамільтон Кресент» Глядачів: 4,000 Арбітр: Вільям Кей |

| Шотландія | Англія |

| ВР |  | Роберт Гарднер (к) |
| ЗХ |  | Вільям Кер         |
| ЗХ |  | Джозеф Тейлор      |
| ПЗ |  | Джеймс Дж. Томсон  |
| ПЗ |  | Джеймс Сміт        |
| НП |  | Роберт Сміт        |
| НП |  | Роберт Лекі        |
| НП |  | Алекс Райнд        |
| НП |  | Біллі Маккіннон    |
| НП |  | Джеррі Вейр        |
| НП |  | Девід Вотерспун    |

| ВР |  | Роберт Баркер («Гартфордшир Рейнджерс»)    |
| ЗХ |  | Гарвуд Грінхол («Ноттс Каунті»)            |
| ПЗ |  | Реджинальд Кортні Велч («Гарроу Чекерс»)   |
| НП |  | Фредерік Меддісон («Оксфорд Юніверсіті»)   |
| НП |  | Вільям Мейнард («(Ферст Суррей Райфлс»)    |
| НП |  | Джон Брокбанк («Кембридж Юніверсіті»)      |
| НП |  | Чарльз Клегг («Шеффілд Венсдей»)           |
| НП |  | Арнолд Кірк Сміт («Оксфорд Юніверсіті»)    |
| НП |  | Катберт Оттавей (к) («Оксфорд Юніверсіті») |
| НП |  | Чарльз Ченері («Крістал Пелес»)            |
| НП |  | Чарльз Моріс («Барнз»)                     |